# Mordellistena mostarensis
Mordellistena mostarensis es una especie de coleóptero de la familia Mordellidae.

## Distribución geográfica
Habita en el territorio que antes se llamaba  Yugoslavia.